# CSS Little Rebel (1859)

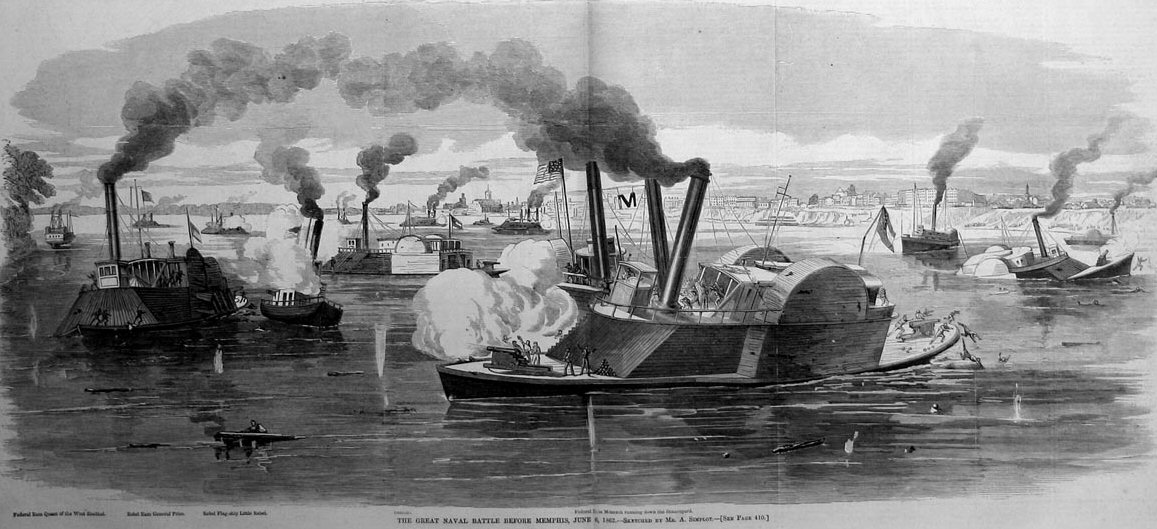
Зображення битви при Мемфісі. «Літл Ребел» — маленький пароплав зліва, оповитий хмарою білої пари

Little Rebel — бавовноносець, перебудований з річкового пароплаву та включений до складу Річкового флоту оборони (River Defense Fleet) під час Громадянської війни у США. Корабель направили з Нового Орлеана вгору по ріці, аби зупинити наступ федеральних військ вниз за течією. Канонерський човен взяв участь у битві при Піллоу з Західною флотилією канонерських човнів 10 травня 1862 року. 6 червня корабель вступив у другу битву з флотилією північан — битву при Мемфісі. Під час неї гарматний постріл противника пробив паровий котел корабля, знерухомивши його, а паровий таран північан USS Monarch виштовхнув його на берег та захопив.
Згодом пароплав відремонтували і включили до складу ВМС Союзу. «Літл Ребел» прослужив до кінця війни, переважно займаючись патрулюванням річкових шляхів, захищаючи їх від нападу повстанців чи рейдових підрозділів армії Конфедерації. Після війни департамент ВМФ розглядав корабель як надлишковий. Тому його продали для комерційного використання, яке тривало до 1874 року.